# 長谷川恵子 (高知放送)
長谷川 恵子（はせがわ けいこ、1973年12月24日 - ）は、高知放送の元女性アナウンサー。兵庫県神戸市出身。広島県立安芸府中高等学校、関西外国語大学英米語学科を卒業。1998年高知放送に入社。結婚を機に苗字が田中になっている。

## 人物
兵庫県神戸市に生まれる。広島県立安芸府中高校、関西外国語大学英米語学科を卒業。大学を卒業後、ＭＣ企画に入社し高知放送に派遣される。ＭＣ企画によると同社の契約出向アナウンサーとなっている。2008年3月退社。2008年5月に男児を出産したことを機にフリーアナウンサーに転向。各種司会のほか「あなたの魅力を引き出す笑顔と話し方」講座を開講している。2014年より夫の転勤で東京に引っ越たのち、7年間、研修講師をしていた。その後、高知県に帰郷しアビリティーセンターに入社。花房果子、秋山陽子とは同期である。アナウンサー時代には、当時高知県内にあった53市町村すべてに取材で訪れている。

## フリー後の主な仕事
- ママアナおはなし隊＆レコーアンサンブル（2013年度　高知県の私立幼稚園子育て支援推進事業）[3]
- ホテル日航高知旭ロイヤルにて講和を行う(2012年3月15日）[4]
- ムーンナイトコンサート「月光と音楽の交響詩」　司会（2013年9月19日）[5]
- 式典、イベント司会
- 高新文化教室　講師
- 研修講師として大手sc、コールセンターなどの研修を担当

## 過去の主な担当番組
- こうちNOW（テレビ）
- 電リク音楽らくがきノート　土曜日（ラジオ）
- ようすけのとびだせ！土曜日（ラジオ）
- こうちeye（木・金、テレビ）
- おはようワイド（火曜、ラジオ）
- 年金なんでも相談（土曜、ラジオ）
- 朗読「アユのいる風景」（日曜、ラジオ）